# Loose
Loose je treći studijski album kanadske pjevačice Nelly Furtado objavljen 20. lipnja 2006. godine u izdanju diskografske kuće Geffen Records u Sjevernoj Americi. Producent Timbaland i njegov štićenik Danja su producirali većinu albuma, koji sadržava utjecaj dancea, R&B-a i hip hopa. Album istražuje temu ženske seksualnosti te je opisan kao introspektivan ili čak tužan u dijelovima.

## Uspjeh albuma
Album je uvelike promiviran te je objavljen u nekoliko izdanja. S albuma je izdano osam singlova. Istaknutiji singlovi s albuma su broj jedan singlovi u SAD-u, "Promiscuous" i "Say It Right", koji su dobili nominacije za nagradu Grammy za najbolju pop suradnju s vokalima ("Promiscuous") i najbolju žensku pop vokalnu izvedbu ("Say It Right"). Drugi istaknuti singlovi su singl broj jedan u Ujedinjenom Kraljevstvu "Maneater" te pjesma "All Good Things (Come to an End)".
Loose je prema izvješću iz rujna 2009. godine prodan u više od 10 milijuna primjeraka diljem svijeta što ga je učinilo najprodavanijim albumom za 2006. – 2007. godinu i 22. najprodavaniji u 2000-im.

## Popis pjesama
| 1.    | »Afraid« (featuring Attitude)                     | Nelly Furtado, Tim "Attitude" Clayton, Nate Hills, Tim Mosley | Timbaland, Danja                | 3:35 |
| 2.    | »Maneater«                                        | Furtado, Jim Beanz, Hills, Mosley                             | Timbaland, Danja                | 4:25 |
| 3.    | »Promiscuous« (featuring Timbaland)               | Furtado, Clayton, Mosley, Hills                               | Timbaland, Danja                | 4:02 |
| 4.    | »Glow«                                            | Furtado, Hills, Mosley, Nisan Stewart                         | Timbaland, Danja                | 4:02 |
| 5.    | »Showtime«                                        | Furtado, Hills                                                | Danja                           | 4:15 |
| 6.    | »No Hay Igual«                                    | Furtado, Hills, Mosley, Stewart                               | Nisan Stewart, Timbaland, Danja | 3:36 |
| 7.    | »Te Busqué« (featuring Juanes)                    | Furtado, Juanes, Lester Mendez                                | Lester Mendez                   | 3:38 |
| 8.    | »Say It Right«                                    | Furtado, Mosley, Hills                                        | Timbaland, Danja                | 3:43 |
| 9.    | »Do It«                                           | Furtado, Mosley, Hills                                        | Timbaland, Danja                | 3:41 |
| 10.   | »In God's Hands«                                  | Furtado, Rick Nowels                                          | Nelly Furtado, Rick Nowels      | 4:13 |
| 11.   | »Wait For You«                                    | Furtado, Hills, Mosley                                        | Timbaland, Danja                | 5:11 |
| 12.   | »Somebody to Love« (Internacionalna bonus pjesma) | Furtado, Nowels                                               | Furtado, Nowels                 | 4:56 |
| 13.   | »All Good Things (Come to an End)«                | Furtado, Hills, Chris Martin, Mosley                          | Timbaland, Danja                | 4:56 |
| 55:13 |                                                   |                                                               |                                 |      |

| 14. | »Maneater« (featuring Da Wease)                                     | 3:32 |
| 15. | »All Good Things (Come to an End)« (live at Radio Comercial Lisbon) | 3:50 |

| 14. | »All Good Things (Come to an End)« (featuring Zero Assoluto) | 5:11 |

| 14. | »All Good Things (Come to an End)« (featuring Di Ferrero) | 5:11 |

| 14. | »What I Wanted« | 4:37 |

| 14. | »Te Busqué (španjolska verzija)« (featuring Juanes) | 3:38 |
| 15. | »Undercover«                                        | 3:56 |
| 16. | »Let My Hair Down«                                  | 3:38 |

## Objavljeni singlovi
| #  | Naslov                             | Izdan                                    | Producenti                      |
| -- | ---------------------------------- | ---------------------------------------- | ------------------------------- |
| 1. | "Promiscuous" featuring Timbaland  | travanj 2006. (Sjeverna Amerika)         | Timbaland, Danja                |
| 2. | "No Hay Igual"                     | travanj 2006. (Europa)                   | Timbaland, Danja, Nisan Stewart |
| 3. | "Maneater"                         | 5. lipnja 2006. (Europa, američki radio) | Timbaland, Danja                |
| 4. | "Te Busqué" featuring Juanes       | srpanj 2006. (Europa)                    | Lester Mendez                   |
| 5. | "Say It Right"                     | 31. listopada 2006. (američki radio)     | Timbaland, Danja                |
| 6. | "All Good Things (Come to an End)" | 17. studenog 2006. (Europska unija)      | Timbaland, Danja                |
| 7. | "In God's Hands"                   | 30. lipnja 2007. (Europa, Kanada)        | Nelly Furtado, Rick Nowels      |
| 8. | "Do It" featuring Missy Elliott    | 24. srpnja 2007. (američki radio)        | Timbaland, Danja                |
| 9. | "Somebody to Love"                 | veljača 2008. (grčki i turski radio)     | Rick Nowels, Nelly Furtado      |

## Vanjske poveznice
- Loose na Metacriticu